# Dicraeosaurus
Genre
Espèces de rang inférieur
- † Dicraeosaurus hansemanni
- † Dicraeosaurus sattleri

Dicraeosaurus est un genre éteint de dinosaures sauropodes diplodocoïdes, de la famille des Dicraeosauridae. Sa taille est relativement modeste pour un sauropode. Il vivait en Afrique orientale au cours du Jurassique supérieur en Afrique orientale en Tanzanie, il y a environ 150 Ma (millions d'années). C'est le genre type de la famille des Dicraeosauridae.

## Étymologie
Le nom de genre Dicraeosaurus est formé du grec ancien « δικραιος », « dikraios », « bifurqué » et « σαυρος », « sauros », « lézard », pour donner « lézard bifurqué » car il possède deux épines neurales sur le dessus de ses vertèbres.

## Découverte
Le premier fossile a été décrit par Werner Janensch en 1914. Les fossiles ont été retrouvés sur la formation Tendaguru en Tanzanie. Près de ces fossiles, on a aussi trouvé des restes de Giraffatitan et de Kentrosaurus.

## Description
À la différence de la plupart des diplodocoïdes, les Dicraeosauridae en général, et Dicraeosaurus en particulier, sont caractérisés par des tailles modérées, une grande tête portée par un cou relativement court et large, des vertèbres avec de longs processus épineux doubles sur le dos (atteignant leur paroxysme chez le genre Amargasaurus) et une queue qui ne ressemble pas à un fouet comme, par exemple, chez les diplodocidés.
Il peut atteindre 14 mètres de long, pour une masse de l'ordre de 6 tonnes. Il possède les deux rangées d'épines neurales sur ses vertèbres, caractéristiques des dicraeosauridés, qui fournissent des points d'attaches musculaires.

## Liste des espèces
Ce genre comporte deux espèces :
- † Dicraeosaurus hansemanni
- † Dicraeosaurus sattleri

## Paléoécologie
Son cou est formé de 12 vertèbres cervicales particulièrement courtes, lui permettant de brouter au sol ou d'atteindre la végétation jusqu'à une hauteur de 3 mètres au maximum.
Les autres dinosaures herbivores trouvés dans les mêmes niveaux stratigraphiques que Dicraeosaurus comme Giraffatitan et Kentrosaurus ont des tailles très différentes ce qui leur permettaient d'accéder à d'autres niveaux de végétation. Ainsi ces herbivores devaient coexister sans compétition notable.

## Galerie

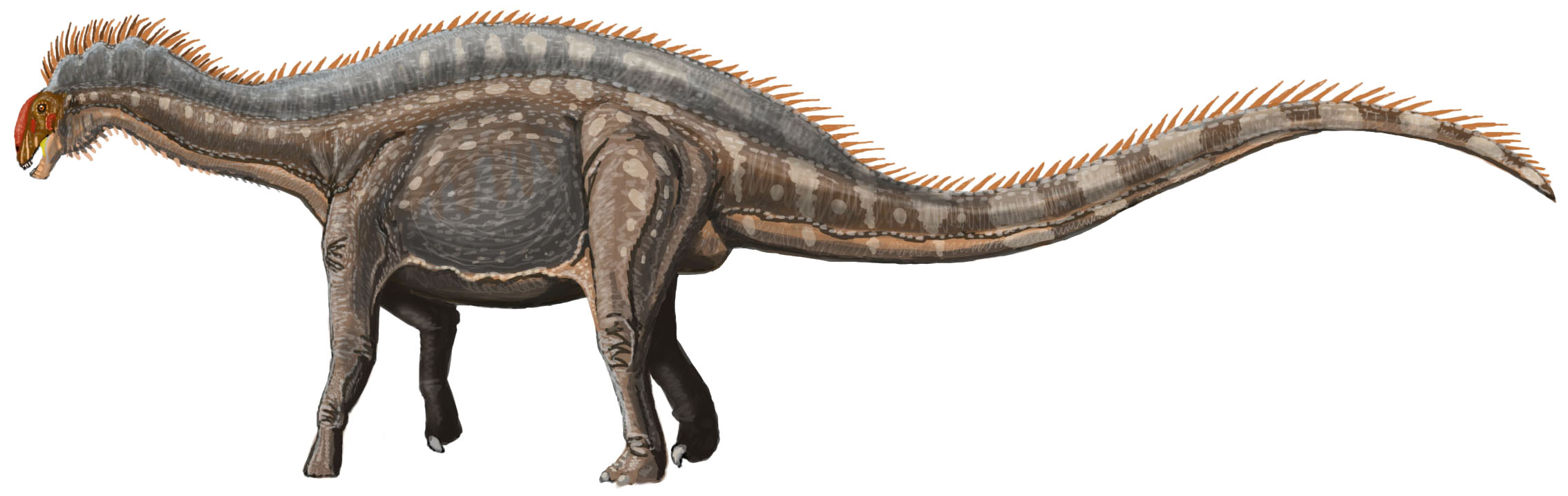
Reconstitution
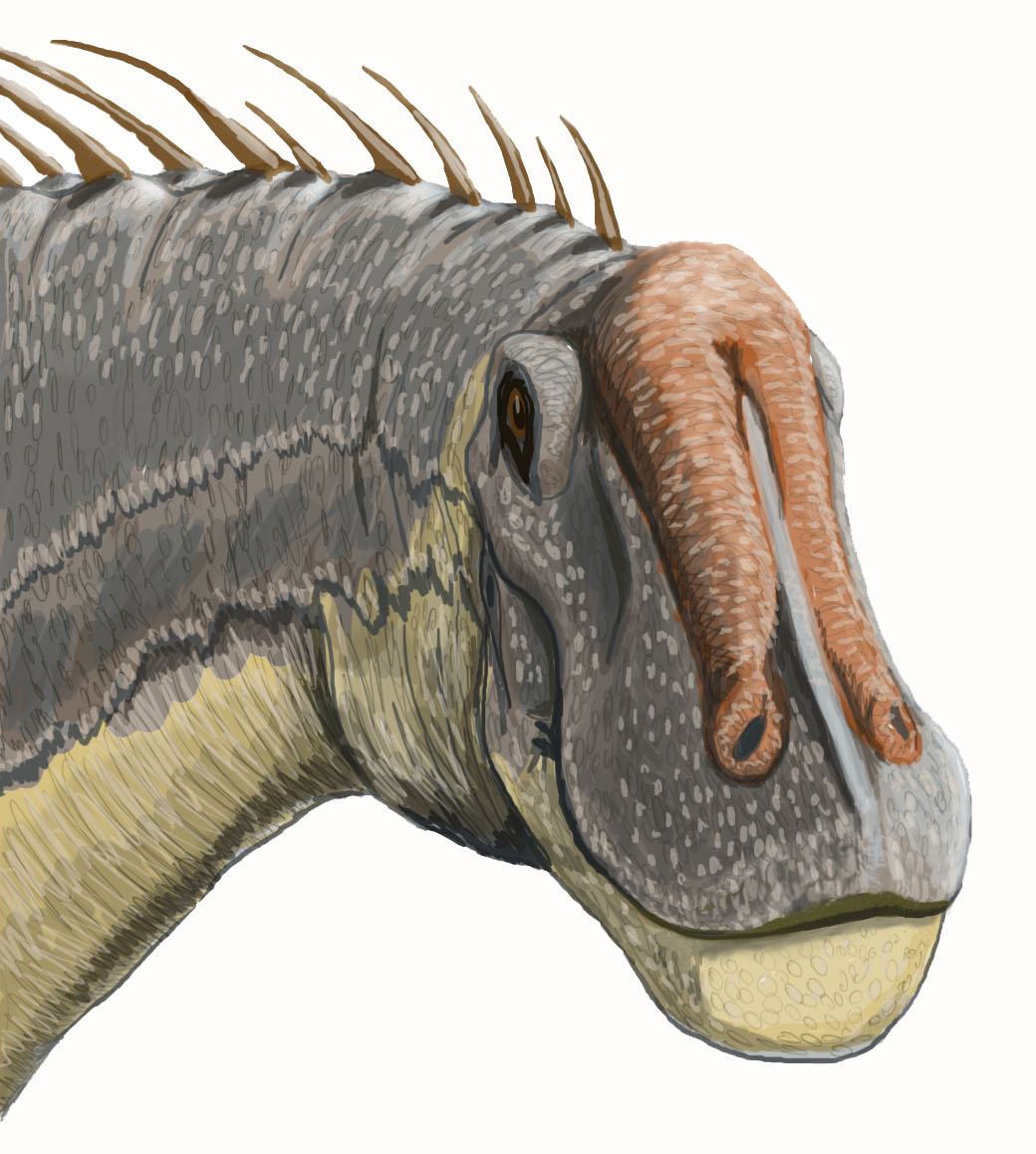
Reconstitution de sa tête
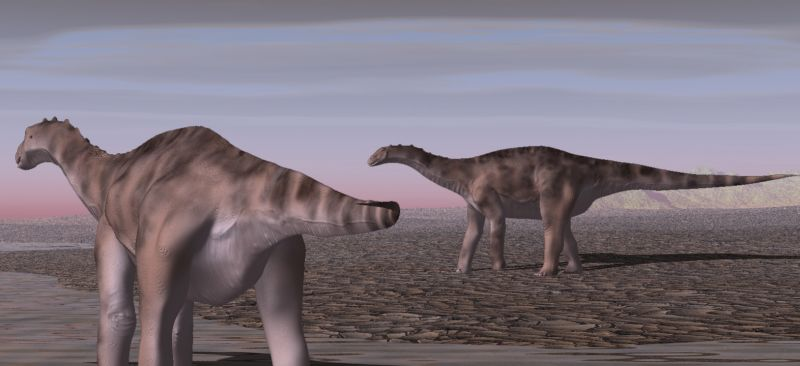
Deux D. hansemanni

## Classification

### Cladogramme
Le cladogramme ci-dessous, limité aux Dicraeosauridae, est issu de l'analyse phylogénétique des Diplodocoidea réalisée par Emanuel Tschopp, Octavio Mateus et Roger B.J. Benson en 2015. Il présente la position de Dicraeosaurus en groupe frère d'Amargasaurus :
|  | Suuwassea emilieae     |
|  |                        |
|  | Dystrophaeus viaemalae |
|  |                        |

|  | Brachytrachelopan mesai                                                          |
|  |                                                                                  |
|  | \| \| Amargasaurus cazaui \| \| \| \| \| \| Dicraeosaurus hansemanni \| \| \| \| |
|  |                                                                                  |
|  | Amargasaurus cazaui                                                              |
|  |                                                                                  |
|  | Dicraeosaurus hansemanni                                                         |
|  |                                                                                  |

|  | Amargasaurus cazaui      |
|  |                          |
|  | Dicraeosaurus hansemanni |
|  |                          |

|  | Suuwassea emilieae     |
|  |                        |
|  | Dystrophaeus viaemalae |
|  |                        |

|  | Brachytrachelopan mesai                                                          |
|  |                                                                                  |
|  | \| \| Amargasaurus cazaui \| \| \| \| \| \| Dicraeosaurus hansemanni \| \| \| \| |
|  |                                                                                  |
|  | Amargasaurus cazaui                                                              |
|  |                                                                                  |
|  | Dicraeosaurus hansemanni                                                         |
|  |                                                                                  |

|  | Amargasaurus cazaui      |
|  |                          |
|  | Dicraeosaurus hansemanni |
|  |                          |

|  | Suuwassea emilieae     |
|  |                        |
|  | Dystrophaeus viaemalae |
|  |                        |

|  | Brachytrachelopan mesai                                                          |
|  |                                                                                  |
|  | \| \| Amargasaurus cazaui \| \| \| \| \| \| Dicraeosaurus hansemanni \| \| \| \| |
|  |                                                                                  |
|  | Amargasaurus cazaui                                                              |
|  |                                                                                  |
|  | Dicraeosaurus hansemanni                                                         |
|  |                                                                                  |

|  | Amargasaurus cazaui      |
|  |                          |
|  | Dicraeosaurus hansemanni |
|  |                          |

|  | Suuwassea emilieae     |
|  |                        |
|  | Dystrophaeus viaemalae |
|  |                        |

|  | Brachytrachelopan mesai                                                          |
|  |                                                                                  |
|  | \| \| Amargasaurus cazaui \| \| \| \| \| \| Dicraeosaurus hansemanni \| \| \| \| |
|  |                                                                                  |
|  | Amargasaurus cazaui                                                              |
|  |                                                                                  |
|  | Dicraeosaurus hansemanni                                                         |
|  |                                                                                  |

|  | Amargasaurus cazaui      |
|  |                          |
|  | Dicraeosaurus hansemanni |
|  |                          |